# Università del Connecticut

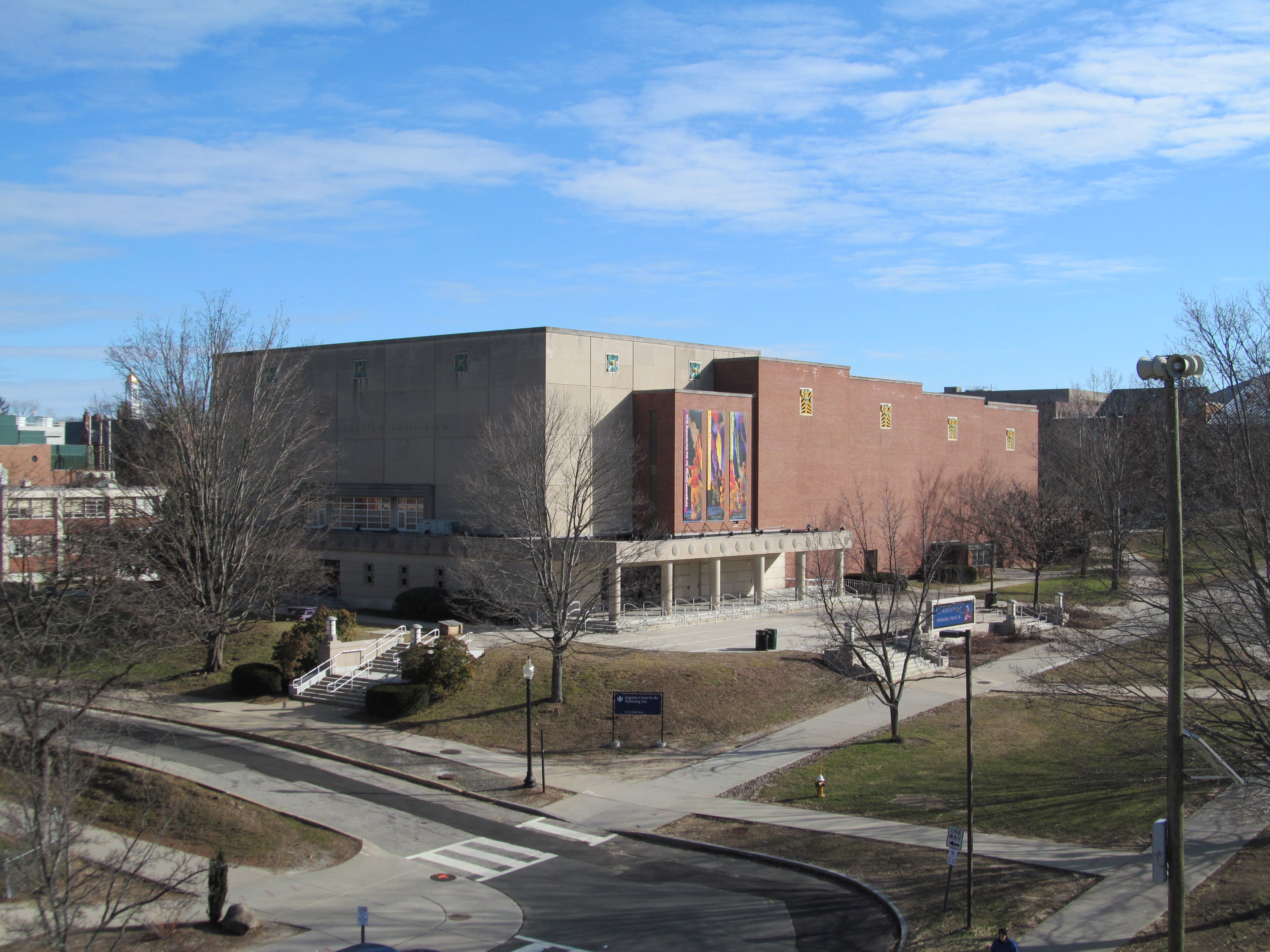
Jorgensen Center for the Performing Arts

L'Università del Connecticut (in inglese University of Connecticut, abbreviata in UConn) è un'università pubblica in Connecticut, con sede a Storrs, nel comune di Mansfield. L'UConn è stata fondata nel 1881 e ospita oltre 30 000 studenti in sei campus, tra cui oltre 8 000 laureati.

## Sport
I Connecticut Huskies comunemente conosciuti come UConn, fanno parte della NCAA Division I, e sono membri della Big East Conference dal 2020. Gli Huskies erano stati membri dell'originale Big East Conference da quando è stata costituita nel 1979 e si sono trasferiti all'American Athletic Conference quando il Big East si è diviso nel 2013. UConn si è riunito a molti dei suoi ex rivali del Big East quando ha cambiato conferenza nel 2020. Poiché l'attuale Big East Conference non gioca a football americano, UConn attualmente pratica quello sport come indipendente nella Division I FBS, il livello più alto del football americano universitario. L'athletic director è David Benedict, le partite interne di basket vengono giocate al Gampel Pavillion, ma a volte ci si sposta anche nella vicina Hartford.

### Pallacanestro
La squadra di pallacanestro maschile dopo essere stata in perenne difficoltà nei primi anni della Big East Conference dove Georgetown e Syracuse dominavano, è riuscita a diventare un team di successo quando nel 1986 è stato assunto coach Jim Calhoun che ha trascinato gli Huskies addirittura alla vittoria di tre titoli NCAA nel 1999, 2004 e 2011. I due successori di Calhoun come capo allenatore, Kevin Ollie e Dan Hurley, allenerebbero ciascuno gli Huskies a un titolo NCAA, rispettivamente nel 2014 e nel 2023. UConn vanta anche sei titoli della Big East Conference ed un National Invitation Tournament.
UConn ha avuto ancora più successo nel pallacanestro femminile. Sotto la guida dell'allenatore di origine italiana Geno Auriemma, gli Huskies hann vinto 11 campionati NCAA
(1995, 2000, 2002–04, 2009, 2010, 2013–2016), completato sei stagioni imbattute (1994–95, 2001–02, 2008–09, 2009–10, 2013–14, 2015–16), è avanzato alle Final Four NCAA 22 volte, e ha avuto serie di vittorie separate di 70, 90 e 111 partite, le ultime due sono state le più lunghe nella storia della divisione I della NCAA per uomini o donne.